# 120364 Stevecooley
120364 Stevecooley è un asteroide della fascia principale. Scoperto nel 2005, presenta un'orbita caratterizzata da un semiasse maggiore pari a 2,6532351 UA e da un'eccentricità di 0,1492434, inclinata di 13,53031° rispetto all'eclittica.